# 你的味道
《你的味道》（韓語：당신의 맛）是韩国ENA自2025年5月12日至6月10日間播出的月火連續劇，也是Genie TV的原創劇集，《D.P：逃兵追緝令》的导演韓峻熹担任主創，由《少年飛行》的编剧丁水允和《弱美男英雄Class 1》的共同导演朴丹熙合作打造，姜河那、高旻示、金新綠和劉秀彬主演。本剧於5月4日在第26届全州国际电影节首次公开。

## 剧情概要
该剧讲述男主人公是经营着首尔最顶级的精致餐饮，却对“味道”毫不关心的大型食品企业接班人韩范宇，女主人公是在乡下经营着一家连招牌都没有的独桌餐厅并且对“味道”痴迷的厨师莫妍珠，对美食有着截然不同的背景与理念的两个人在美食之城全州经营一家小餐馆，一同成长并相爱的故事。

## 演员阵容

### 主要人物
- 姜河那 饰演 韓範宇，大韓民國食品企業第一龍頭「滿桌」的理事，也是鑽石一星精緻餐飲「座右銘」的負責人。[4][6]
- 高旻示 饰演 慕妍珠，在全州经营精緻餐飲「定齋」的主廚。[4][7]
- 金新綠 饰演 真名淑，全州最有人气的汤饭店的15年王牌职员。[4]
- 劉秀彬 饰演 新春承，全州最有人氣的湯飯店的兒子，現在仍是湯飯店職員，自稱為社長，是個不明事理的乡下名人。[4]

### 其他人物
- 裴奈拏 饰演 韩善宇，範宇的哥哥，韓國一等食品企業「滿桌」的長男，鑽石二星精緻餐飲「拉爾塞爾」的負責人。是一个为了达成目标不择手段的人，为了企业的经营权与弟弟展开激烈竞争。[8]
- 洪華蓮 饰演 张英惠，「座右銘」的明星厨师。[9]
- 裴侑藍 飾演 李宥鎮，滿桌座右銘的職員，也是範宇的直屬秘書。[10]
- 吳敏愛 飾演 韓汝雲，韓國一等食品企業「滿桌」的創辦人兼主廚，範宇、善宇的母親。擁有如虎的性格，是迫使兩個兒子陷入激烈競爭的權力人物。[10]
- 尹炳熙 饰演 「兄弟的蔬菜店」老闆，性格豪爽。[11]
- 李中玉 饰演 “小爱肉铺”老板[12]
- 金炳春 飾演 春承的父親，全州最有人氣的湯飯店的社長。
- 黃汀旼 飾演 住持，扶養妍珠長大成人。
- 朱仁英 飾演 妍珠的房東。
- 金仁友 飾演 達雄，妍珠的導師。是一位對烹飪毫不妥協的嚴格老師，他對慕妍珠的烹飪產生了很大的影響。[13]
- 姜俊圭 飾演 副主廚，滿桌的員工、張英惠的下屬。[14]

### 特别出演
- 朴志訓 飾演 戲劇《背著恩宰跑》的男主角。
- 韓智安 飾演 戲劇《背著恩宰跑》的女主角。
- 朴君 飾演 自己，知名演歌歌手。[15]
- 柳演錫 飾演 田閔，慕妍珠過去的同事兼戀人，向妍珠提議一起回到餐廳「樂穆睿」。[16][17]

## 迴響

### 電視收視率
《你的味道》於2025年5月12日在韓國有線電視ENA開播，首集取得1.6%的收視率，低於前一檔《新兵3》的開播收視（1.7%）與季終收視（3.3%）。本劇連續4集收視上漲，並於最終第10集創下自身最高收視3.8%。本劇收視與同期同日播映的戲劇相比，高於同屬有線電視的KBS Joy月火劇《Dear. M》，並和tvN月火劇《拜託戒酒吧》產生拉鋸，其中共有6集收視低於該劇、4集收視超越該劇。
| 季數 | 季數 | 每季集數 | 每季集數 | 每季集數 | 每季集數 | 每季集數 | 每季集數 | 每季集數 | 每季集數 | 每季集數 | 每季集數 |
| 季數 | 季數 | 1        | 2        | 3        | 4        | 5        | 6        | 7        | 8        | 9        | 10       |
| ---- | ---- | -------- | -------- | -------- | -------- | -------- | -------- | -------- | -------- | -------- | -------- |
|      | 1    | 372      | 521      | 622      | 741      | 795      | 780      | 761      | 721      | 628      | 882      |

| 集數             | 播出日期      | 尼爾森全國收視率 | 尼爾森全國收視率 | 尼爾森首都圈收視率 | 尼爾森首都圈收視率 |
| 集數             | 播出日期      | 家庭戶比例       | 人數（百萬）     | 家庭戶比例         | 人數（百萬）       |
| ---------------- | ------------- | ---------------- | ---------------- | ------------------ | ------------------ |
| 1                | 2025年5月12日 | 1.591%           | 0.372            | 1.622%             | 0.184              |
| 2                | 2025年5月13日 | 2.010%           | 0.521            | 2.150%             | 0.243              |
| 3                | 2025年5月19日 | 2.469%           | 0.622            | 2.588%             | 0.308              |
| 4                | 2025年5月20日 | 3.102%           | 0.741            | 2.907%             | 0.327              |
| 5                | 2025年5月26日 | 3.404%           | 0.795            | 3.203%             | 0.367              |
| 6                | 2025年5月27日 | 3.271%           | 0.780            | 3.079%             | 0.342              |
| 7                | 2025年6月2日  | 2.974%           | 0.761            | 2.653%             | 0.338              |
| 8                | 2025年6月3日  | 2.969%           | 0.721            | 2.703%             | 0.304              |
| 9                | 2025年6月9日  | 2.849%           | 0.628            | 2.679%             | 0.269              |
| 10               | 2025年6月10日 | 3.801%           | 0.882            | 3.277%             | 0.343              |
| 特輯：試營運（가오픈） |               |                  |                  |                    |                    |
| 1                | 2025年5月6日  | 0.4%             | —                | —                  | —                  |

### 線上與海外
本劇於海外由Netflix同步上線，並在上線三天後，登上Netflix韓國電視劇TOP10排名中的第一名。
另根據Netflix TOP 10官方網站，在5月12日至5月18日期間，本劇播出第一週便累積660萬次觀看次數，在Netflix全球非英語影集排行榜中名列第2。不僅在韓國以及菲律賓、越南、泰國、台灣、香港、印尼等17個國家拿下收視冠軍，並成功打入全球共53個國家的TOP 10排行榜。
隨後播出的第二週(5月19日至5月25日)和第三週(5月26日至6月1日)均在Netflix全球非英語影集排行榜中名列第2。第四週(6月2日至6月8日)和第五週(6月9日至6月15日)均在Netflix全球非英語影集排行榜中名列第3。